# Oreogrammitis tuyamae
Oreogrammitis tuyamae är en stensöteväxtart som först beskrevs av Hideaki Ohba, och fick sitt nu gällande namn av Barbara S. Parris. Oreogrammitis tuyamae ingår i släktet Oreogrammitis och familjen Polypodiaceae. Inga underarter finns listade.